# Dean Collins
Richard Dean Collins (Los Angeles, 30 maggio 1990) è un attore statunitense.

## Biografia
È conosciuto soprattutto per aver interpretato il personaggio Mike Gold nella sitcom televisiva The War at Home. In precedenza ha avuto ruoli ricorrenti in MADtv e in Jack & Bobby. Nel 2005 ha preso parte al film I tuoi, i miei e i nostri.

## Filmografia parziale

### Cinema
- I tuoi, i miei e i nostri (Yours, Mine and Ours), regia di Raja Gosnell (2005)
- Hoot, regia di Will Shriner (2006)

### Televisione
- MADtv (2000)
- Jack & Bobby (2004)
- The War at Home (2005-2007)
- Senza traccia (Without a Trace) (2008)